# Helianthemum hymettium
Helianthemum hymettium är en solvändeväxtart som beskrevs av Pierre Edmond Boissier och Heldr.. Helianthemum hymettium ingår i släktet solvändor, och familjen solvändeväxter. Inga underarter finns listade i Catalogue of Life.